# William Thor
William Thor, född 18 mars 2000 i Hudiksvall, är en svensk-finländsk kortdistanslöpare. I Sverige tävlar han för Strands IF och i Finland för Borgå Akilles. Även hans tvillingbror, Viktor Thor, är en kortdistanslöpare och de har dubbla medborgarskap.

## Karriär

### Tidig karriär
Thor studerade på Staffangymnasiet i Söderhamn och tränade friidrott på skoltid. I juli 2017 vid Världsungdomsspelen i Göteborg slutade han på andra plats i B-finalen på 100 meter. I augusti samma år slutade Thor på femte plats i U18-klassen på 100 meter vid junior-SM i Gävle.
I februari 2019 slutade Thor på femte plats i U20-klassen vid junior-SM inomhus i Växjö och satte då ett nytt personbästa på 60 meter med ett lopp på tiden 6,95 sekunder. I juli samma år förbättrade han även sitt personbästa på 100 meter efter ett lopp på 10,89 sekunder vid Sundsvall Wind Sprint. Månaden därpå slutade Thor på fjärde plats i U20-klassen vid junior-SM i Göteborg med ett lopp på 10,98 sekunder, endast fyra hundradelar från en bronsmedalj. Samma månad tog han brons i U20-klassen vid finska juniormästerskapen i Borgå med ett lopp på 10,91 sekunder.

### 2020–2021
I augusti 2020 vid SM i Uppsala satte Thor ett nytt personbästa på tiden 10,64 sekunder i försöksheatet på 100 meter. I finalen slutade han sedan på sjätte plats efter ett lopp på 10,76 sekunder. Samma månad tog Thor silver i U23-klassen vid junior-SM i Linköping efter ett lopp på tiden 10,82 sekunder.
I februari 2021 slutade Thor på sjätte plats på 60 meter vid inomhus-SM i Malmö efter ett lopp på 6,89 sekunder. I augusti samma år tog han brons i U23-klassen på 100 meter vid finska juniormästerskapen i Åbo efter ett lopp på personbästat 10,57 sekunder. Månaden därpå var Thor en del av Borgå Akilles stafettlag som tog guld på 4×100 meter vid finska stafettmästerskapen i Uleåborg med en tid på 40,40 sekunder.

### 2022
I januari 2022 slutade Thor på tredje plats på 60 meter vid Örebro Indoor Games och satte ett nytt personbästa med tiden 6,82 sekunder. Månaden därpå tog han brons på 60 meter vid finska inomhusmästerskapen i Kuopio efter ett lopp på personbästat 6,78 sekunder. I mars tog Thor silver i U23-klassen vid junior-SM inomhus i Skellefteå efter ett lopp på tiden 6,786 sekunder, endast två tusendelar bakom hans bror Viktor.

## Tävlingar

### Nationella
| - Finska friidrottsmästerskapen (inomhus): - 2022: Brons – 60 meter (6,78 sekunder, Kuopio) | - Finska stafettmästerskapen (utomhus): - 2021: Guld – 4×100 meter (40,40 sekunder, Uleåborg) |

## Personliga rekord
| Utomhus - 100 meter – 10,57 s (Åbo, 14 augusti 2021) - 200 meter – 21,69 s (Borås, 29 augusti 2021) | Inomhus - 60 meter – 6,78 s (Kuopio, 19 februari 2022) - 200 meter – 22,28 s (Växjö, 26 februari 2022) |